# Dimitrie Dragomir
Dumitru Dragomir (n. 1890, comuna Volintiri, Cetatea Albă – d. 19), țăran, om politic român, a fost membru al Sfatului Țării și a votat Unirea Basarabiei cu România.

## Biografie
Dumitru Dragomir a votat Unirea Basarabiei cu România la data de 27 martie 1918.